# Вулиця Шолом-Алейхема (Бровари)
Ву́лиця Шоло́м-Але́йхема — вулиця в місті Бровари Київської області.

## Історія
За даними броварського краєзнавця Василя Сердюка, у давнину дорога мала назву Старомосковський шлях, оскільки була одним зі шляхів від тодішньої центральної частини Броварів у напрямку Чернігова та Москви. Водночас, за свідченням місцевого мешканця, вулиця називалася Старокозелецькою, і була шляхом на Козелець, а вже далі — на Москву.

## Опис
Вулиця має протяжність близько 1820 метрів. Забудова на початку вулиці — приватна садибна, переважно одно- двоповерхова; у центральній частині — переважно приватна садибна; в кінцевій частині — переважно чотири-, п'ятиповерхові багатоквартирні будинки, які відносяться до інших вулиць.

## Розміщення
Вулиця Шолом-Алейхема починається у Старому центрі від Площі Шевченка. Закінчується на Масиві примиканням до магістральної вулиці Героїв України — поблизу перехрестя з вулицею Марії Лагунової.
До вулиці з парного боку долучаються вулиці Євгена Сверстюка та Грушевського. З непарного боку вулиці не долучаються. Вулицю Шолом-Алейхема перетинає вулиця Гоголя.
Центральна частина вулиці входить до 10-го мікрорайону міста Бровари.

## Розвиток
Відповідно до запропонованих у генплані змін станом на 2012 рік, в місці перехрестя з вулицею Грушевського мають зникнути декілька приватних садиб — за рахунок продовження вулиці Грушевського до вулиці Київської та поєднання з вулицею Шевченка.

## Транспорт
На перехресті з вулицею Грушевського розміщена кінцева маршрутного таксі № 403-А.

## Галерея

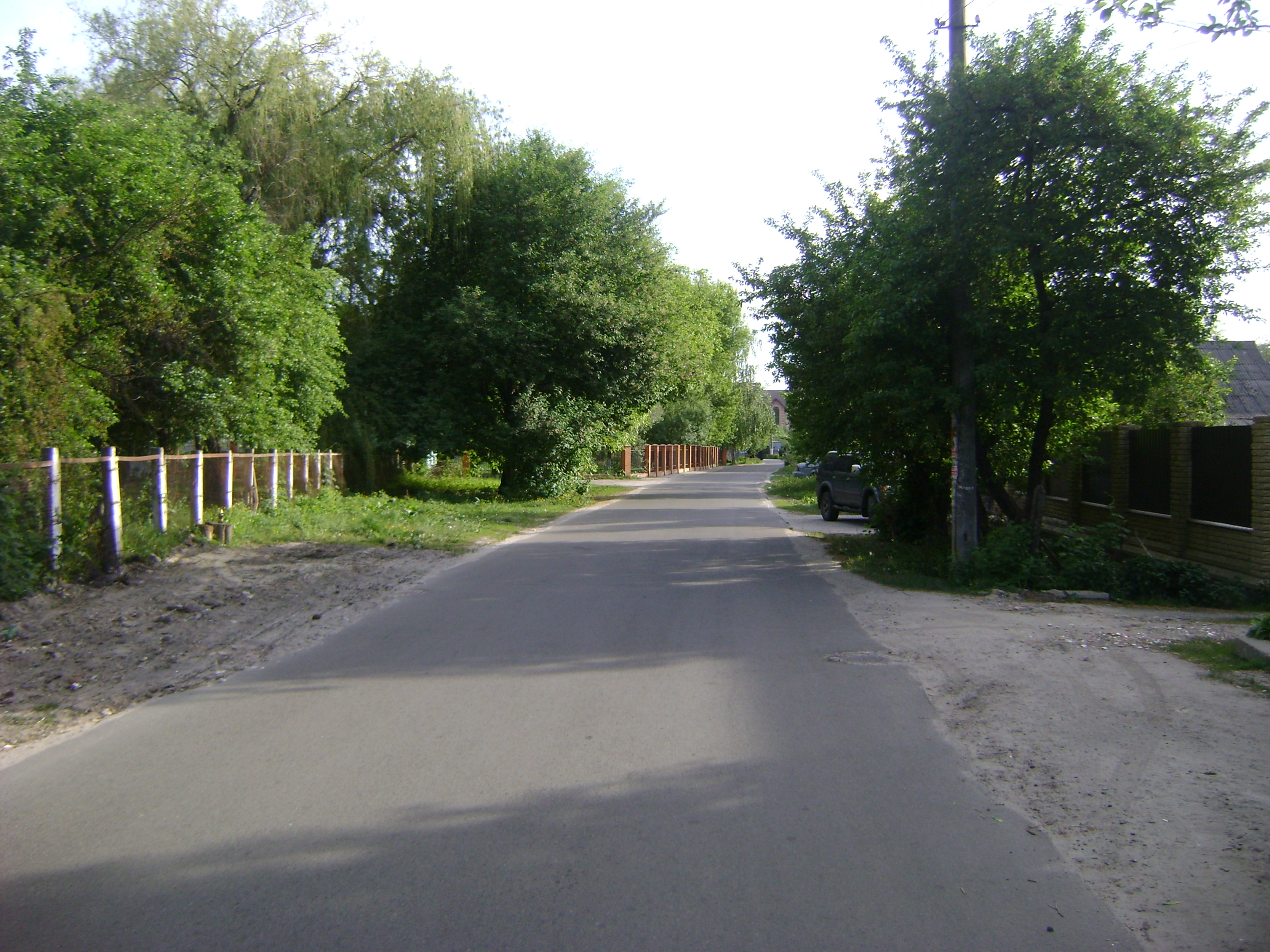
Вид на вулицю поблизу школи № 9, 2013 рік
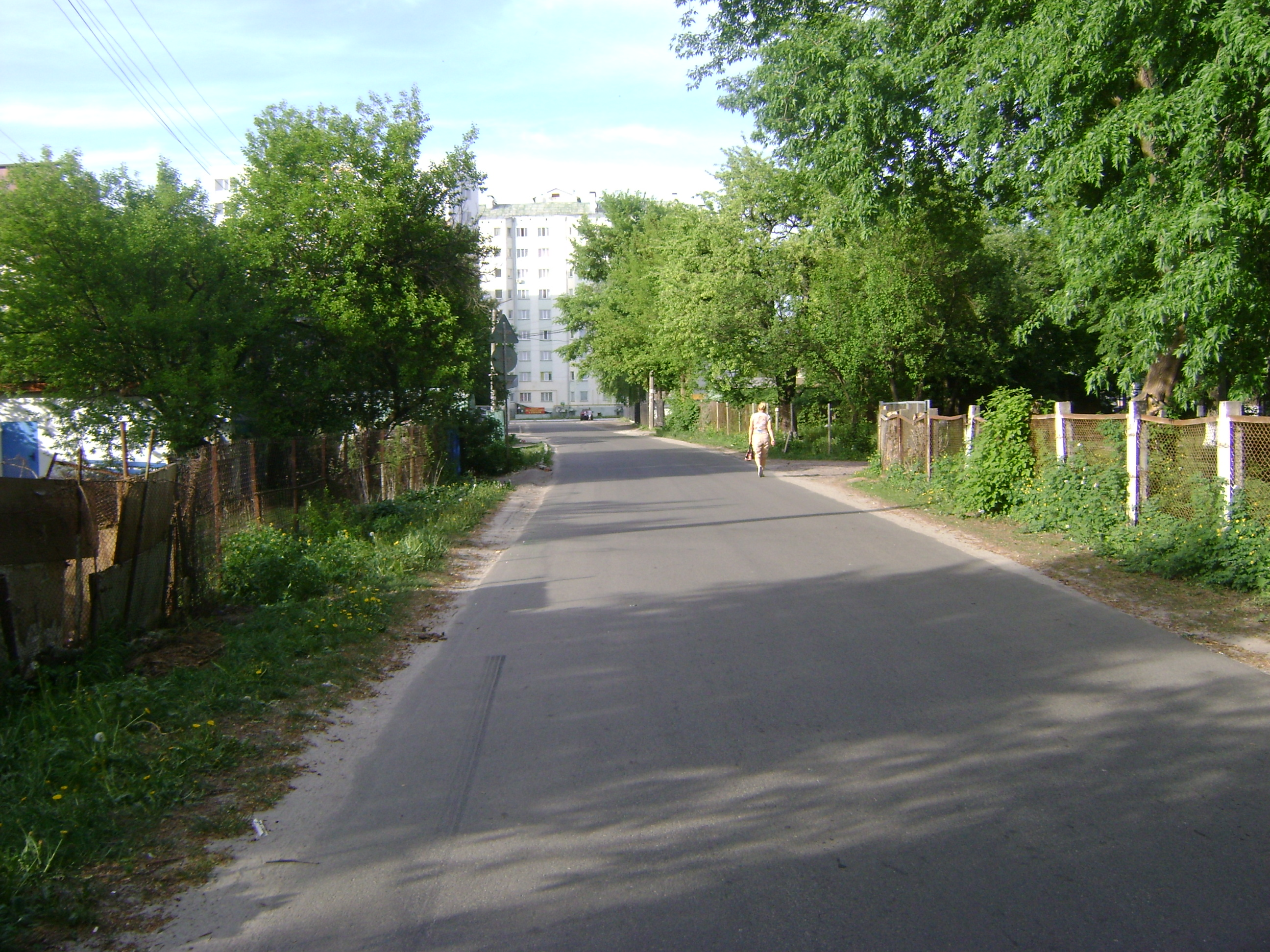
Вид на вулицю поблизу школи № 9, 2013 рік